# Barningham (Suffolk)
Barningham – wieś w Anglii, w hrabstwie Suffolk, w dystrykcie West Suffolk. Leży 38 km na północny zachód od miasta Ipswich i 117 km na północny wschód od Londynu. W 2001 miejscowość liczyła 928 mieszkańców.